# Christof Maaß
Christof Maaß (* 4. Mai 1965) ist ein deutscher Schauspieler.
Er fing als Quereinsteiger mit 30 Jahren im Theater Oberhausen mit dem Schauspiel an. Nach 6 Jahren als Gast im Ensemble nahm er Privatunterricht und arbeitete danach verstärkt im Film- und Fernsehbereich. Unter anderem übernahm er eine Hauptrolle in dem Film Hammer und Hart auf ProSieben, er spielte in mehreren Folgen der Fernsehserie Axel! mit, trat 2007 in der Episode Boje unter Verdacht von Notruf Hafenkante im ZDF auf und war in 3 ein Viertel mit Markus Maria Profitlich zu sehen. Des Weiteren ist er regelmäßig im ZDF bei "Aktenzeichen XY" zu sehen, in der neuen Staffel 2012 von "Danni Lowinski", sowie 2012 in der neuen Serie "Die Lottokönige" im WDR. Er wirkte auch an verschiedenen Videofilmproduktionen mit. Außerdem arbeitet er als Sprecher für Hörspiele sowie als Synchronsprecher. Darüber hinaus leitete er mehrere Seminare im Bereich Bühnenkampf.